# Bahadur
Bahadur ist ein asiatischer Titel und/oder Namensbestandteil.

## Etymologie und Bedeutung
Das Wort Bahadur bedeutet ursprünglich heldenhaft oder mutig und ist etymologisch verwandt mit dem mongolischen Baatar, dem turksprachigen Baghatur, dem türkischen Bahadır, dem russischen bogatir (богатырь "Held") und dem ungarischen bátor "tapfer".
Im indischen Sprachraum fand der Titel (hindi बहादुर bahādur) über die Moguln Einzug und erhielt die zusätzliche Bedeutung ehrenhaft, höherrangig. Zahlreiche Großmoguln übernahmen diese Herrscherbezeichnung in ihren Namen, neben weiteren Titeln wie (Padi-)Schah oder Khan. Da der Titel häufig vergeben/angenommen wurde und als Namensbestandteil gehandhabt und weitergegeben wird, ist er heute auf dem indischen Subkontinent weit verbreitet.
Während der britischen Herrschaft über Indien wurden die gleichrangigen Ehrentitel des Khan Bahadur (Muslime und Parsen), Rao, Rae oder Rai Bahadur (Hindus) bzw. Sardar Bahadur (Sikhs) an hohe Beamte und Fürsten verliehen. Eine noch höherwertige Auszeichnung war der Diwan Bahadur, welcher als gleichrangige indische Variante zu dem häufigsten Ritterorden des Britischen Empire vergeben wurde. Die Fürsten Britisch-Indiens durften sich, wie bereits unter den Großmoguln, Maharadscha Bahadur nennen. Es gab weitere Rangstufen bis hinauf zum Maharajadhiraja Baradur (in etwa: Oberer/Hochrangiger König der Könige) – trotz dieses Titels waren sie dem jeweiligen Kaiser Indiens untergeordnet.
Auch in den nordindischen Königreichen Gorkha, Nepal und Bhopal etablierte sich „Bahadur“ als Ehrenbezeichnung und Namensanhang des Herrschers.

## Nebenbedeutung
Im übertragenen Sinn bezeichnet der Beiname Bahadur auch eine pompöse, eitle, von sich selbst eingenommene Person.

## Verschiedene Namensträger
- Bahadur Shah (Gujarat) († 1537), Sultan von Gujarat
- Baz Bahadur (16. Jahrhundert), letzter Sultan von Malwa
- Tegh Bahadur (1621–1675), Guru der Sikhs und Fürst von Bahadurgarh
- Abu’l Ghazi Bahadur (1603–1663), Geschichtsschreiber und Khan von Chiwa
- Bahadur Khan II. (gestorben 1702), Emir von Shikarpur
- Bahadur Shah I. (1643–1712), indischer Großmogul
- Banda Singh Bahadur (1670–1716), Armeeführer der Sikh
- Ahmad Shah Bahadur, indischer Großmogul
- Bahadur Shah II. (1775–1862), indischer Großmogul
- Jang Bahadur Rana (1817–1877), Premierminister von Gorkha
- Chandra Shamsher Jang Bahadur Rana (1863–1929), Premierminister von Gorkha
- Bahadur Shumsher Jang Bahadur Rana
- Lal Bahadur Shastri (1904–1966), indischer Premierminister
- Subarna Shamsher Jang Bahadur Rana (1910–1977), nepalesischer Premierminister
- Surya Bahadur Thapa (1928–2015), nepalesischer Premierminister
- Chandra Bahadur Dangi (1939–2015), Nepalese und kleinster Mann der Welt
- Lokendra Bahadur Chand (* 1940), nepalesischer Premierminister
- Sher Bahadur Deuba (1946), nepalesischer Premierminister
- Deependra Bahadur Kshetry (* 1949), Leiter der Zentralbank Nepals
- Durga Bahadur Subedi (* 1967), nepalesischer Diplomat
- Bahadur Gupta (* 1976), indischer Skilangläufer
- Ram Bahadur Bomjon (* 1990), nepalesischer buddhistischer Mönch
- Durga Bahadur Budha (* 1990), indischer Hindernisläufer

## Fiktion
- Die indische Comicserie Bahadur (1976–1990) zeigte den gleichnamigen Superheld und Protagonisten